# Робот-монстр
«Робот-монстр» (англ.  Robot Monster) — американський тривимірний фантастичний фільм жахів режисера Філа Такера, який вважається одним з найгірших фільмів в історії кінематографа. Згідно з відомою міською легендою, режисер фільму був настільки засмучений критикою, що намагався вчинити самогубство. Попри це, фільм мав успіх у кінопрокаті, зібравши, при бюджеті 16 000$, понад 1 000 000$. Наприкінці XX століття після показу в телепередачі Mystery Science Theater 3000 фільм набув статусу культового.

## Сюжет
На планеті Земля було знищено всіх людей. Крім п'ятьох. Або шістьох. Хоча, може навіть і вісьмох. Річ у тому, що інопланетний загарбник, Робо-вік (Джордж Барроуз) не впевнений, скільки людей залишилося в живих. Сам він нарахував п'ятьох, а ось Великий повелитель на планеті Робо-вік — вісьмох. Люди, що залишилися, серед яких геніальний вчений, оточили свій будинок надійним захистом з іскристих проводів і тепер Робо-вік не може їх знайти на своїх сканерах. Мало того, їх не бере найсильніша зброя з арсеналу прибульця. Отже, Робо-вік у замішанні і готується застосувати фізичну силу, якщо знайде людей, звичайно, а люди намагаються вижити і зроблять все, щоб його плани не здійснилися.

## В ролях
| Актор          | Роль                                                |
| -------------- | --------------------------------------------------- |
| Джордж Барроуз | Робо-вік, Великий повелитель озвучення — Джон Браун |
| Джордж Нейдер  | Рой                                                 |
| Клаудія Баррет | Еліс                                                |
| Селена Ройл    | Мати                                                |
| Джон Майлонг   | Вчений                                              |

## Створення фільму
25-річний режисер Філ Такер зняв фільм за 4 дні зі скромним, навіть за мірками 1950-х років бюджетом 16 000 $. Основне знімання фільму відбулося у Каньйоні Бронсона, за винятком декількох сцен, знятих у будинку режисера в Лос-Анжелесі. Оскільки бюджет фільму не дозволив придбати для знімання костюм робота, Такер попросив знятися в ролі Робо-віка свого друга Джорджа Барроуза, який мав костюм горили. Завершив формування образу зловісного незнайомця водолазний шолом, з прикріпленими до нього дротяними антенами.